# بق فراشي
بق الفراش (الاسم العلمي: cimex lectularius) هي حشرات صغيرة بنية اللون مسطحة تتغذى على الدماء وهي النوع الأكثر تأقلمًا على العيش مع البشر منذ عصور بعيدة. تُفضّل بعض الأنواع الأخرى أن تتغذى على عائل بري خصوصًا الخفافيش والطيور.
بقّ الفراش هو في الواقعِ حشرة صغيرة غير مجنحة ويترواحُ طولها ما بين 4 إلى 7 مليمتر، أمّا لونها فيميلً إلى البني الداكن وهي بيضاوية الشكل. تمصُّ هذه الحشرة الدماء أثناء الليل وتُسبّب الحكة الشديدة والحساسية والإرهاق بسبب عدم النوم، حيث تتغذى على الدم خصوصًا أثناء نوم الإنسان ليلًا أو نهارًا في الغرف المظلمة. تضعُ الأنثى حوالي 200 بيضة طوال فترة حياتها، وتحتاجُ الحشرة في المجمَل من شهرين إلى ثلاثة كي تكتمل دورة حياتها. يستطيعُ بق الفراش العيش من 12 حتى 18 يومًا بدون طعام، ويكفي وجود أنثى واحدة بالمنزل لكي تتواجد بؤرة إصابة جديدة.

## تاريخ
ظهر بقّ الفراش قبل عدّة قرون، واستطاعت الدول القضاء عليه في خمسينيات القرن العشرين، ثم عاد بعد عدّة سنين في بعض الدول والمجتمعات لعدة أسباب منها منع استخدام بعض المبيدات الحشرية بسببِ سميتها والضرر الذي تُخلّفه على للإنسان والبيئة على حدٍ سواء فأصبحَ استخدامُ بعض أنواع المبيدات التي تقضي على البقّ محظورًا دوليًا.

## سبب الانتشار
تخلو المنازل النظيفة عادة من بق الفراش، ومع ذلك فقد يغزو بقّ الفراش هذه المنازل في حالة ما ذهب قاطنوها لفندقٍ أو منزلٍ آخر يعيشُ فيه البق، وخاصة أماكن الإقامة في المناطق الحارة الرطبة وشبة الحارة أو الأماكن الباردة المرتفعة. تنتقلُ هذه الحشرات الصغيرة إلى الصناديق والأمتعة، ومما يُساعد على انتشارها أنّ بيضها لا يُرى بالعين المجردة. قد تنتشر هذه الحشرة الضارّة كذلك في حالة شراء أثاث مستعمل يتكاثر ويختبئ به بق الفراش وهو ما يُؤدي إلى انتشاره في أماكن جديدة غير موبوءة.
إنّ وجود حيوانات أليفة في المنزل كالكلاب والقطط يزيدُ من احتمال تواجد الحشرة لأن البق يتطفّل أساسًا على الإنسان، وإذا لم يجده يتطفل على الحيوانات والطيور وحتى القوارض، كما تكثر أيضًا في المنازل والشقق الفندقية التي يتعدد ساكنوها ويقل تواجد البق في المنازل التي تُقيم بها أسرة واحدة لمدة طويلة.

## الوصف
حشرات البق البالغة يصل طولها إلى حوالي 1\4 بوصة طولاً وبنية مائلة للإحمرار بجسم بيضاوي مسطح. الحوريات الغير ناضجة (الحشرة في الطور الانتقالي بين اليرقانة والحشرة الكاملة) تشبه الحشرات البالغة ولكنها أصغر وأفتح لوناً. البق لا يطير ولكنها تستطيع أن تتحرك بسرعة على الأرضيات والجدران والأسقف والأسطح الأخرى. تضع الحشرات الإناث بيضها في أماكن منعزلة لتضع ما يصل إلى 5 بيضات في اليوم و200 بيضة خلال فترة حياتها. البيض يكون دقيقاً، وأبيض اللون وصعب الرؤية بدون تكبير وعند وضع البيض تكون البويضات لزجة مما تسمح لها بالالتصاق ببعضها البعض في تشكيلات.

## طبيعة البق
ينشط بق الفراش ليلًا، أما خلال النهار فهي تُفضّل الاختباء قريبًا من مكان نوم الناس، فأجسامها المسطحة تمكنها من الاختباء في الشقوق الدقيقة خاصة شقوق حواف المراتب وهياكل الأسرة. بق الفراش ليست له أعشاش مثل النحل أو النمل مثلًا ولكنها تميلُ إلى التجمّع في أماكن اختباء معتادة. علامةٌ أخرى على وجود البق هي البقع الصدئة أو المائلة للاحمرار لبقع الدم من جراء عض البق على الملاءات أو المراتب، كما أن التفشي الكثيف بتلك الحشرة يصحبه في غالبية الأحوال رائحة مميزة تنبع من أماكن تجمع الحشرات، إلا أن تلك الرائحة ليست واضحة دائمًا.

## اللدغات
عادة ما يعضُّ البق الناس أثناء نومهم، وهي تتغذى بثقب الجلد بمنقارها الطويل المجوف الذي تسحب من خلاله الدم (شأنها في ذلك شأن البعوض)، أما الوصول لمرحلة الإشباع فيستغرق من 3 إلى 10 دقائق، إلا أن الشخص نادرًا ما يشعرُ بالعض. تختلف الأعراض من شخص لآخر، فالبعض قد يشعر بتورم خفيف مع احمرار وحكة في مكان اللدغة. بينما الآخرين لا يشعرون بشيء أو الأثر يكون قليلاً. بخلاف عضات البراغيث التي تحدث عادة حول الكاحل، فإن بق الفراش يعض أي مساحة ظاهرة من الجلد أثناء النوم بما في ذلك الوجه، العنق، الأكتاف، الأذرع، الأيدي وغير ذلك. لا تنقل حشرة البقّ الأمراض في العادة، وعليه فالاعتبار الطبي الوحيد لها هو الحكة والالتهاب من جراء لدغاتها، وعلاجها سهلٌ في العادة حيث يستوجبُ وضع الكريمات أو المحاليل الملطفة لمنع الالتهاب لا غير. تُعتبر حشرات بق الفراش حشرات رحَّالة، وتنتقلُ عادةُ في الأمتعة والملابس والأسِرَّة والأثاث وغير ذلك. إذا ما ظهر البق في مكان، فهم عادة ما ينتشرون من غرفة إلى أخرى من خلال المبنى، وبخلاف الصراصير التي تتغذى وتعيش على القذارة، فإن مستوى النظافة له دخل بسيط أو لا دخل له بغالبية حالات تفشي بق الفراش.

## التخلص من بق الفراش
يُشكّل بق الفراش تحديًا في التخلص منه، فهي تختبئ في العديد من الأماكن الصغيرة، والبحث والعلاج يجب أن يكون دقيقًا. في حالات الانتشار الكثيف يكون من الأفضل استخدام شركات مكافحة الآفات المتخصصة، حيث تتمكّن الشركات المتمرّسة والخبيرة من معرفة أماكن اختباء بق الفراش، كما أن لديهم تشكيلة من الأدوات التي يستخدمونها. قد يصلُ الأمر لحدِّ التخلص من الأغراض غير اللازمة وفي بعض الأحيان التخلص من المراتب الموبوءة، وبما أن بق الفراش ينتشر في جميع أرجاء المبنى، فيجبُ كذلك تفتيش الغرف والشقق المجاورة.
قدّمت يعض الشركات المختصّة بناءً على نصائح العلماء مجموعة من الطرق والأفكار للقضاء على البق منها:
- غسل المفارش والملاءات بالماء الحار وتجفيفها تحت أشعة الشمس
- استخدام المكنسة الكهربائية لتنظيف المناطق المحيطة بالأسرة والستائر وحواف الغرف والسجاد باستمرار.
- فحص الأثاث المستعمل والتأكد من خلوه من بق الفراش عند اقتنائه.
- سد وإصلاح الشقوق في الجدران.
- التهوية الجيدة في المنزل.

## انتشار ملحوظ

### أستراليا
عانت أستراليا من وباء متوطن لبقة الفراش وتسببت لها هذه الحشرة في خسارة ما يُقارب 100 مليون دولار أسترالي (75 مليون دولار) في العام، حيث تضررت الفنادق من قلّة النزلاء.

### فرنسا
غزو البق لفرنسا
غزا بقّ الفراش العاصمة الفرنسية باريس ومدن فرنسية أخرى في أواخر أيلول/سبتمبر 2023 وبدايات تشرين الأول/أكتوبر من نفس العام، حيث اعترفت بلدية باريس بهذا الغزو داعيةً للتصدي لهذه الحشرات وذلك قُبيل انطلاق دورة الألعاب الأولمبية التي ستحتضنها المدينة بعد أشهر قليلة.
أظهرت صور ومقاطع فيديو تم تداولها بكثافة على مجموعة من مواقع التواصل حشرات بق وهي تتحرّك بكثافة في المترو والحافلات المحلية بالعاصمة الفرنسية بل وصلت القطارات عالية السرعة بين المدن كما طال انتشارها مطار باريس شارل ديغول وهو ما سبَّب موجةً من الذعر في جميع أنحاء البلاد ووصل حدّ الاشمئزاز كما وصفته صحيفةُ الغارديان البريطانيّة نقلًا عن صحف فرنسية محلية. دعت بلدية باريس يوم 28 أيلول/سبتمبر الحكومة إلى وضع خطة لمكافحة بق الفراش، كما استدعى وزير النقل مشغلي القطارات والحافلات في محاولةٍ لوضع خطّة لمنع تكاثر هذه الحشرة الضارة في وسائل النقل العام.
الجدل السياسي
أدى انتشار بق الفراش إلى بروز نقاش سياسي متصاعد في فرنسا، حيث خصَّصت صحيفة لو باريزيان الفرنسيّة مقالًا مطولًا على صفحتها الأولى فصّلت فيه عن الذعر الناجم عن بق الفراش، واصفةً المشكلة بأنها شكلُ من أشكالٍ «الإرهاب الداخلي»، أما على المستوى الإعلامي وخلال بثِّ حلقةٍ من برنامجٍ على قناة سي نيوز المحلية، ربطَ الصحفي الفرنسي باسكال برود بين انتشار بق الفراش وبين من سمَّاهم المهاجرين غير النظاميين ملمّحًا بشكل مباشر وصريح لـ «قلّة نظافتهم الشخصية» في هيئة عدّة أسئلة بدت عنصريّة طرحها على ضيفه. خلّفت أسئلة وتصريحات برودي موجة جدل وغضب داخل وخارج فرنسا على حدٍّ سواء، فاستنكرت البرلمانية اليسارية ماتليد بانوت ربط النظافة بانتشار بق الفراش قائّلة «إنه [باسكال برود] يفضّل الطريق العنصري المختصر»، ومثلها فعل البرلماني اليساري فرانسوا بيكمال الذي استهجنَ كراهية الأجانب التي يروّج لها باسكال برود، مؤكّدًا على أنّ انتشار بق الفراش سببه نقص الاستثمار من قِبل السلطات العامة، كما تجدّد الحديث حول العنصرية في فرنسا حيث اتهم البرلماني أوليفييه فور قناة سي نيوز بنشر الأفكار العنصرية عنوة وبكل حرية.